# アティバ・ハッチンソン
アティバ・ハッチンソン（Atiba Hutchinson, 1983年2月8日 - ）は、カナダ・オンタリオ州ブランプトン出身の元サッカー選手。元カナダ代表。現役時代のポジションはミッドフィールダー、ディフェンダー。
2010年にデンマーク・スーペルリーガで最優秀選手賞を受賞。また、同シーズンにキャリア初のカナダ人最優秀選手賞に選出。
2003年からカナダ代表に選出されている。

## 経歴

### 初期
ハッチンソンは、トリニダード・トバゴ人の両親の下でオンタリオ州ブランプトンに生まれ、2002年夏にカナダサッカーリーグのヨーク・レギオン・シューターズでプロキャリアを開始すると、シーズン途中の7月26日にユナイテッドサッカーリーグのトロント・リンクスへ移籍し、最終節の4試合前から出場した。

### スウェーデン
2003年1月、アルスヴェンスカンへ新たに昇格したエステルスIFと契約を結び、6ゴールを記録。シーズン終了後にクラブが降格したため、2004年1月に推定移籍金132万ユーロでヘルシンボリIFへ加入した。1年目は降格の危機もあったがハッチンソン自身の評価は悪くなく、シーズン終了後にはバーミンガム・シティFCから関心を寄せられた。2年目は守備的中盤の位置ながら6ゴールを決め、チームの中でも重要な選手の1人だった。

### デンマーク
2006年にFCコペンハーゲンへ加入すると、1年目と2年目の上半期までセントラル・ミッドフィールダーとしてスウェーデン代表のトビアス・リンデロートとコンビを組み、下半期になるとサイドやFWとしてもプレーした。攻撃的なポジションで起用したことについてストーレ・ソルバッケン監督は、中央でプレーするハッチンソンの中に攻撃的な才能を見出し、これからはより多くサイドでプレーさせていくとサッカー専門紙のTIPS-bladetに語った。この活躍からプレミアリーグへの移籍の噂が数回あった。
2010年11月15日、デンマークサッカー協会が主催し、フランツ・ベッケンバウアーがプレゼンターを務めるデンマーク・リーグ最優秀選手にカナダ人選手として初めて受賞し、チームの最優秀選手にも選ばれた。

### オランダ
2010年4月22日、ハッチンソンはエールディヴィジの強豪PSVアイントホーフェンに移籍金フリーの3年契約で加入。8月14日のデ・フラーフスハップ戦で初出場し6-0で勝利すると、4日後のUEFAヨーロッパリーグ 2010-11プレーオフ第1戦で欧州戦デビューをするも格下とみられるFCシビル・ノヴォシビルスク相手に0-1でまさかの敗北を喫した。しかし、第2戦は5-0と圧勝し本大会進出を決めた。2011年1月23日のアウェーVVVフェンロー戦で46分に移籍後初ゴールを決め、3-0の勝利に貢献した。移籍当初から右SBとしてプレーしていたが、シーズン半ばにイブラヒム・アフェレイがFCバルセロナへ移籍すると以降は本職のセントラル・ミッドフィールダーとして起用され、3月5日にアウェーで3-2と勝利したSBVエクセルシオール戦で2ゴール目を記録。ヨーロッパリーグ準々決勝進出に貢献したが、4月中旬に行われたSLベンフィカ戦で2試合合計3-6で敗れ敗退した。
2011年夏に行われた2011 CONCACAFゴールドカップの試合で膝を負傷したことにより、2011-12シーズン序盤を欠場することを余儀なくされた。シーズン開始から2試合を欠場した後、8月21日にアウェーで3-0と勝利したADOデン・ハーグ戦でザカリア・ラビアドに代わり後半から出場し復帰するも、数週間後に行われた2014 FIFAワールドカップ・北中米カリブ海予選のセントルシア戦で反対側の膝を負傷、18ヶ月の間で3度目の手術を受けることになった。復帰後はジョルジニオ・ワイナルドゥム, ケヴィン・ストロートマンの存在、さらに2012-13シーズンからマルク・ファン・ボメルが復帰したことにより、加入当初と同様に右SBで起用されている。
2012年5月、レギュラーとしてKNVBカップのタイトル獲得に貢献したことから4月度の月間最優秀選手に選ばれた。2012年8月26日のアウェーFCフローニンゲン戦で、38分にドリース・メルテンスのスルーパスからシーズン最初のゴールを決め、3-1の勝利に貢献した。

### トルコ
2013年7月31日、ベシクタシュJKに移籍した。2023年に現役を引退した。

## 代表

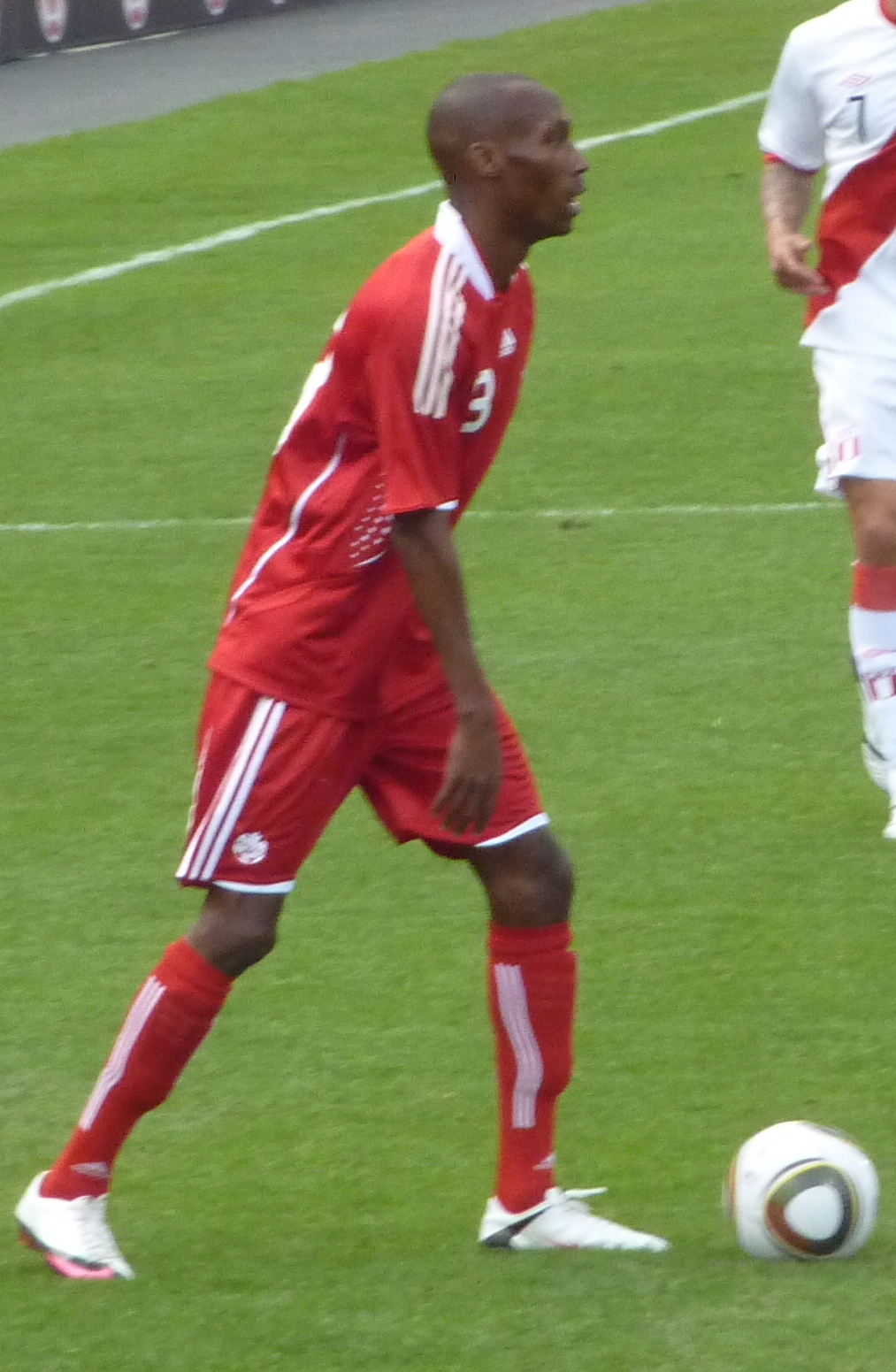
2010年4月9日、BMOフィールドで行われたペルー戦でプレーするハッチンソン

ユース時代に2001 FIFAワールドユース選手権と2003 FIFAワールドユース選手権に出場。
2003年1月のアメリカとの親善試合でA代表デビュー。2006年から3度のFIFAワールドカップ予選に出場し、CONCACAFゴールドカップには2003年から5度出場した。2007年6月21日、2007 CONCACAFゴールドカップ準決勝のアメリカ戦で1-2と1点のビハインドを追いかけてる中、ロスタイムも残り僅かのところで同点ゴールを決めるもオフサイドを取られ、この判定は論争を呼んだ。
2010年10月8日に行われたウクライナ戦のパフォーマンスが評価され、FIFA.comからPlayer of the dayに選ばれた。これを含めた代表での活躍や強豪PSVへの移籍、カナダ人選手として初めてデンマーク・スーペルリーガ最優秀選手賞を受賞したことが評価され、12月17日にカナダサッカー協会が主催するカナダ人最優秀選手賞に初めて選ばれた。過去3度受賞しているドウェイン・デ・ロサリオを2位, 2009年に受賞したシメオン・ジャクソンを3位に抑え、31.4%の票を集めた。
中心選手として2011 CONCACAFゴールドカップ進出に貢献し、グループリーグ初戦の0-2で敗れたアメリカ戦に出場。この試合で膝を負傷したことにより、残り全試合の欠場を余儀なくされた。
カナダ代表の最多出場記録保持者であり、2022 FIFAワールドカップ・グループステージのクロアチア戦でカナダ史上初の100試合出場を達成。

## 所属クラブ
- ヨーク・レギオン・シューターズ（英語版） 2002
- トロント・リンクス（英語版） 2002-2003
- エステルスIF 2003-2004
- ヘルシンボリIF 2004-2006
- FCコペンハーゲン 2006-2010
- PSVアイントホーフェン 2010-2013
- ベシクタシュJK 2013-2023

## 代表歴

### 出場大会
- カナダ代表
  - 2022 FIFAワールドカップ

### 試合数
- 国際Aマッチ 105試合 9得点（2003年-）[15]

| カナダ代表 | 国際Aマッチ | 国際Aマッチ |
| 年         | 出場        | 得点        |
| ---------- | ----------- | ----------- |
| 2003       | 4           | 0           |
| 2004       | 7           | 1           |
| 2005       | 7           | 1           |
| 2006       | 4           | 0           |
| 2007       | 9           | 1           |
| 2008       | 9           | 0           |
| 2009       | 7           | 0           |
| 2010       | 3           | 1           |
| 2011       | 5           | 0           |
| 2012       | 7           | 0           |
| 2013       | 3           | 0           |
| 2014       | 4           | 1           |
| 2015       | 4           | 1           |
| 2016       | 4           | 0           |
| 2017       | 1           | 0           |
| 2018       | 2           | 1           |
| 2019       | 5           | 0           |
| 2020       | 0           | 0           |
| 2021       | 6           | 1           |
| 2022       | 11          | 1           |
| 2023       | 3           | 0           |
| 通算       | 105         | 9           |

## タイトル

### クラブ
FCコペンハーゲン
- デンマーク・スーペルリーガ : 2005-06, 2006-07, 2008-09, 2009-10
- デンマーク・カップ : 2008-09
- ロイヤルリーグ : 2005-06

PSVアイントホーフェン
- KNVBカップ : 2011-12
- ヨハン・クライフ・スハール : 2012

ベシクタシュJK
- スュペル・リグ : 2015-16, 2016-17, 2020-21
- テュルキエ・クパス : 2020-21

### 個人
- デンマーク・スーペルリーガ最優秀選手賞 : 2010
- カナダ人最優秀選手賞 : 2010